# Hellende weg in het hoge gras
Hellende weg in het hoge gras (Frans: Chemin Montant dans les hautes herbes) is een schilderij van de Franse kunstschilder Pierre-Auguste Renoir, in olieverf op linnen, 60 x 74 centimeter groot. Het werd geschilderd in 1875. Goed herkenbaar is de invloed van Claude Monet. Het werk bevindt zich in thans in het Musée d'Orsay te Parijs.

## Context
Claude Monet en Pierre-Auguste Renoir onderhielden vanaf 1869 een intensieve werkrelatie die voor het eerst duidelijk tot uitdrukking kwam in hun beider werken bij de uitspanning La Grenouillère door Renoir en Monet. Tussen 1871 en 1877 schilderden ze veelvuldig samen in Monets toenmalige woonplaats Argenteuil. Beide schilders beïnvloedden elkaar wederzijds en groeiden uit tot twee van de belangrijkste grondleggers van het impressionisme. Ze waren beide sterke pleitbezorgers van het schilderen "en plein air", hetgeen een enigszins vluchtige manier van werken met zich meebracht.

## Afbeelding
Hellende weg in het hoge gras is een van de weinige echte landschappen in Renoirs oeuvre, hoewel hij het niet kan laten om toch nog een aantal figuren in het werk op te nemen. Vier onscherpe, van verre geschilderde personen dalen via een smalle weg af richting de kijker. Vooraan loopt een klein meisje, gevolgd door een vrouw met een rode parasol. Achteraan en ver weg lijken twee mannen intensief met elkaar in gesprek: een thema dat vaker voorkwam in Renoirs schilderijen.
Hellende weg in het hoge gras laat ontegenzeggelijk een directe invloed van Monet zien: de gelijkenis met diens Klaprozen uit 1873 is onmiskenbaar. Toch heeft het schilderij een aperte eigenheid, met name in de kleurencompositie, die bepalend is voor het geheel. Kenmerkend is Renoirs afgewogen verdeling van tinten groen, blauw, wit en geel. Daarbij gebruikt hij tipjes rood om een contrast te scheppen en zo de andere kleuren extra op te lichten, in dit geval via de driehoekige rode parasol van de vrouw, die direct in het oog springt.
Bijzonder zijn ook de donkere effecten van de bomen, die in hun donkere verfijndheid ook de invloed van de door Renoir bewonderde landschapsschilder Jean-Baptiste Corot verraadt. Het contrast tussen de bomen en de heuvel wordt bovendien versterkt door de nat-in-nat techniek die Renoir gebruikte om de zachte, wazige achtergrond te schilderen. Op de voorgrond, waar de lichtinval het grootst is, gebruikt hij een dik impasto, waarmee hij een gevoel van diepte creëert.
Renoir schilderde eerder vergelijkbare, duidelijk door Monet beïnvloede composities met Vrouw in de tuin (1873) en Vrouw met parasol in een tuin (1875-1876).

## Galerij

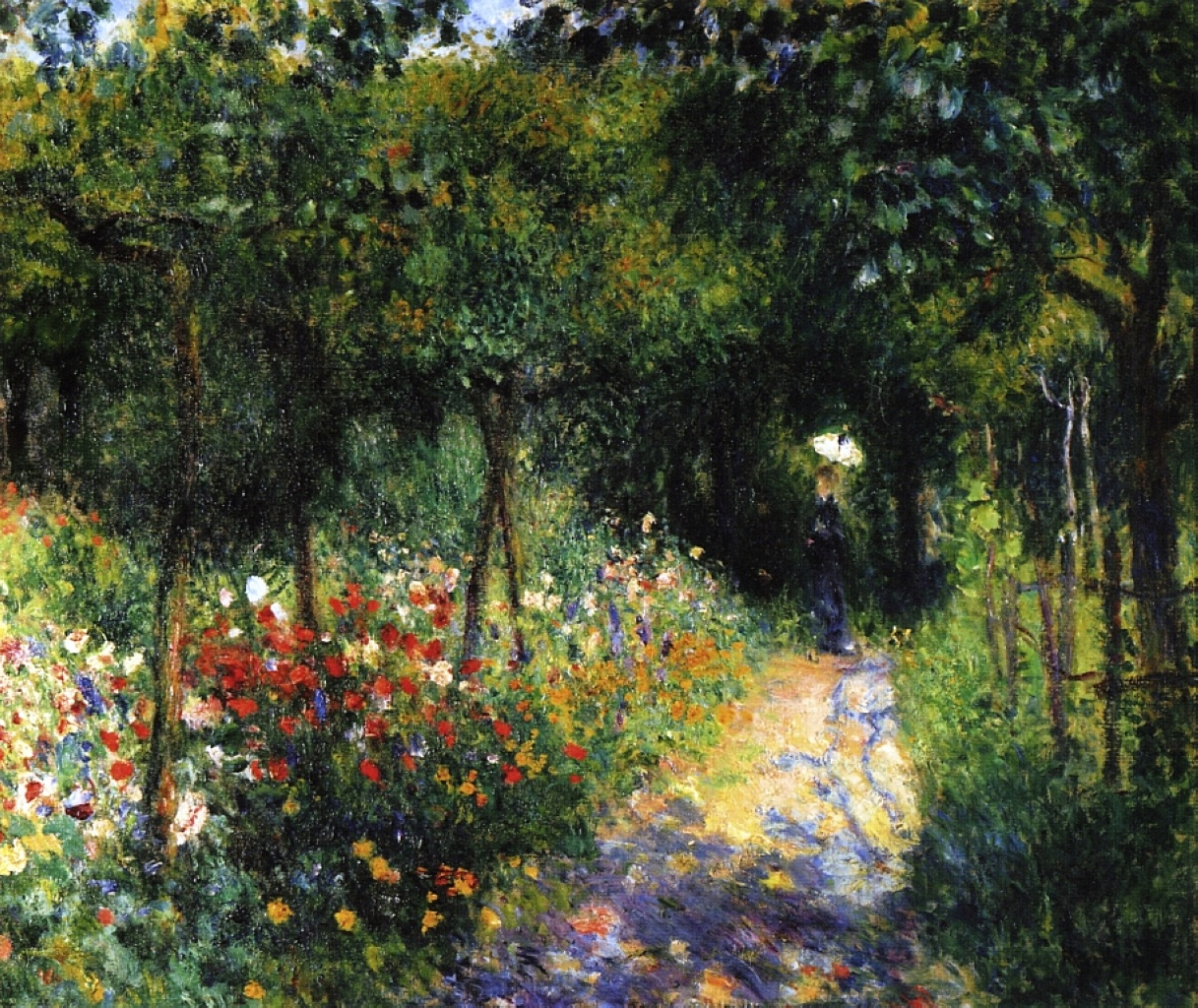
Vrouw in de tuin, 1873
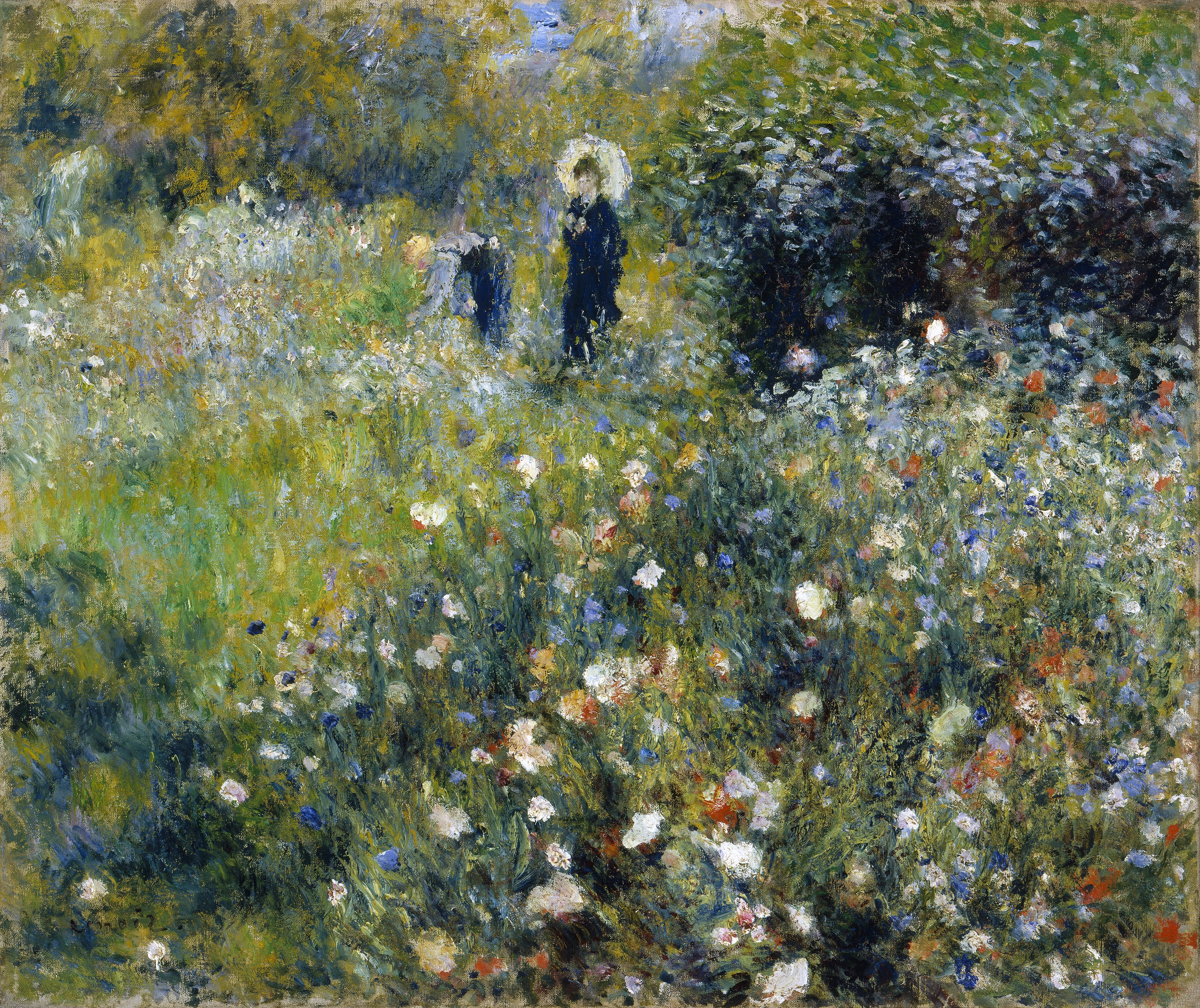
Vrouw met parasol in een tuin, 1875-1876
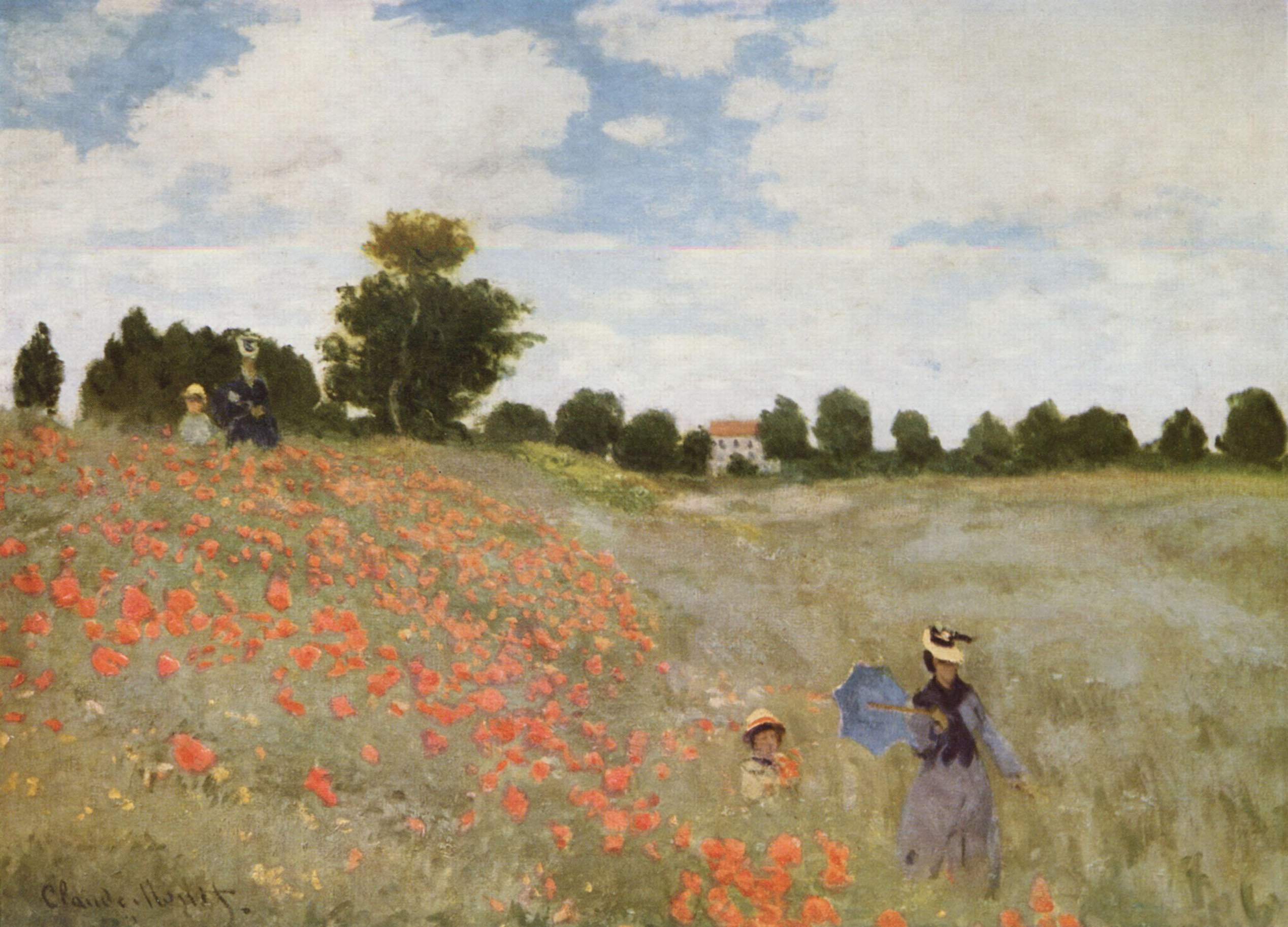
Monets Klaprozen, 1873